# سوسک غواص
سوسک غواص (نام علمی: Dytiscus) نام یک سرده از تیره غواص‌سوسکان است.

## نگارخانه

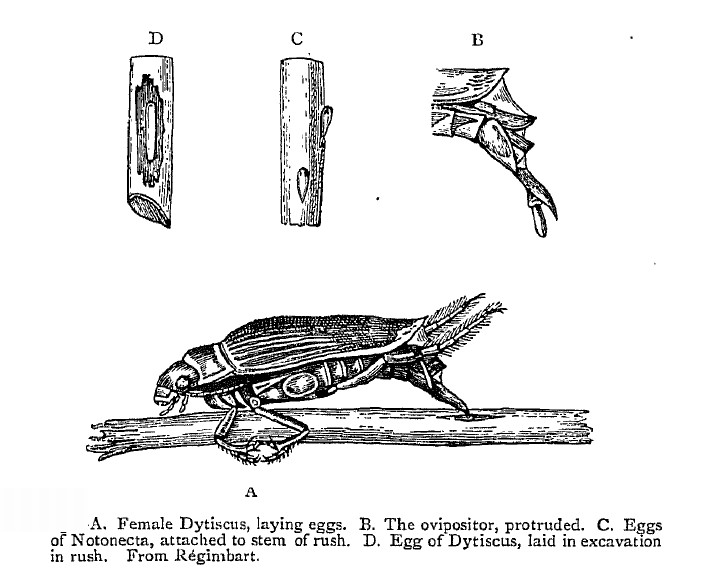
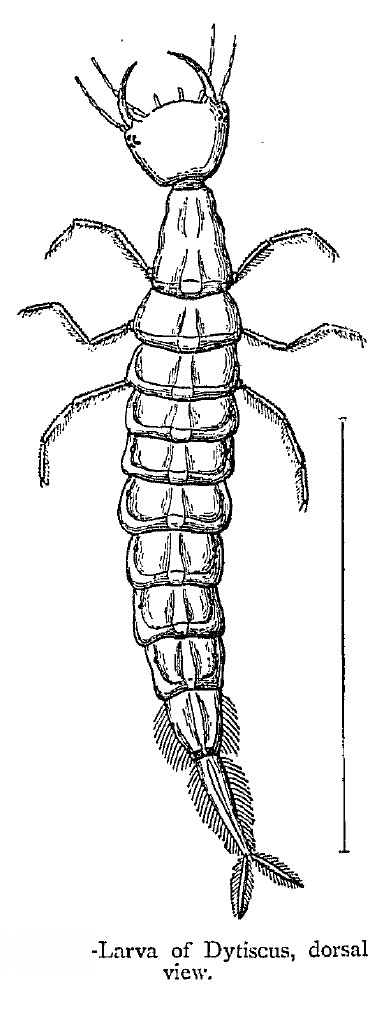
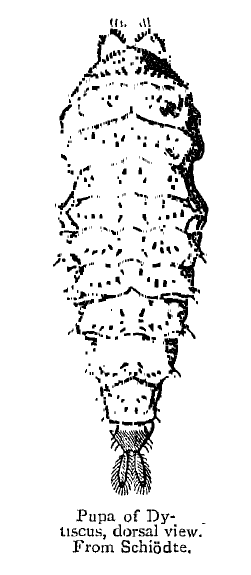
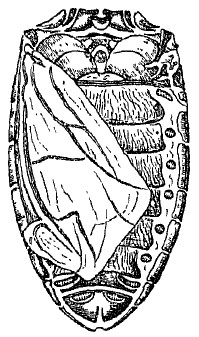
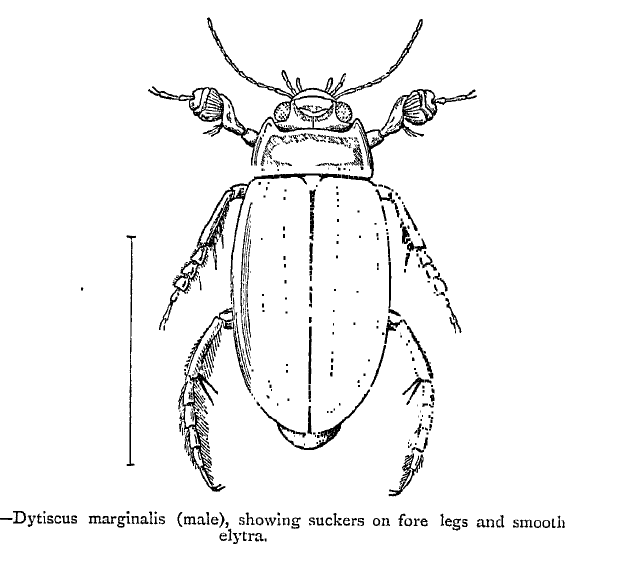
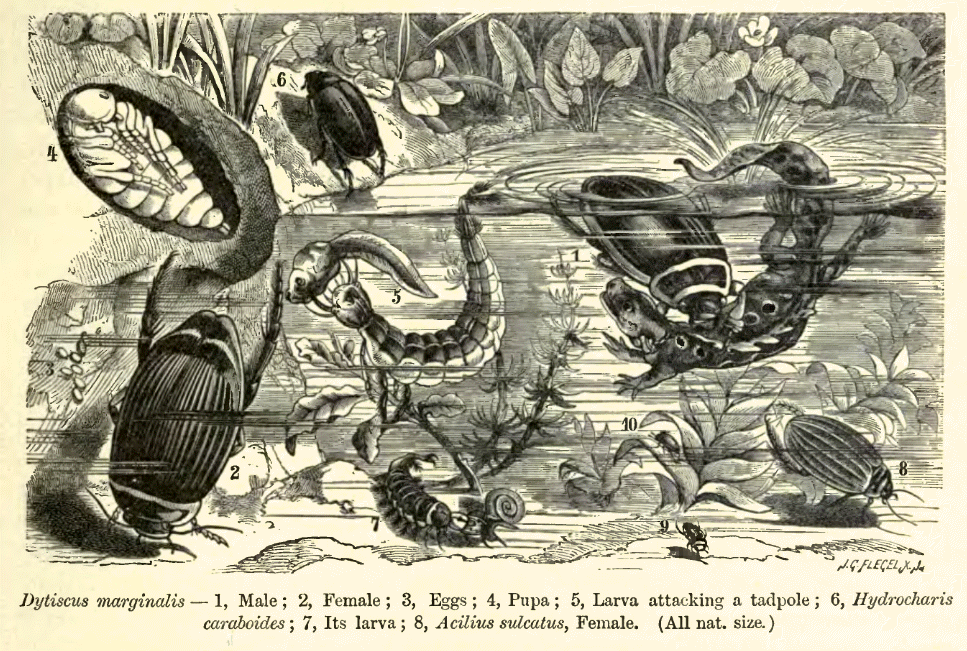